# Język vai
Język vai – język nigero-kongijski z grupy mande, używany głównie na terytorium Liberii. Jako jeden z niewielu języków Czarnej Afryki rozwinął własny system pisma. Autorem pisma vai, stworzonego na początku XIX wieku, był Duala Bukare.